# Olmos de Ojeda
Olmos de Ojeda ist ein nordspanischer Ort und Zentrum einer in drei Teile zerfallenden Gemeinde (municipio) mit 170 Einwohnern (Stand: 2024) im Norden der Provinz Palencia in der Autonomen Gemeinschaft Kastilien-León. Zur Gemeinde gehören auch die jeweils nur noch wenige Einwohner zählenden oder bereits zur Gänze aufgegebenen Weiler (pedanías) Amayuelas, Moarves, Montoto, Quintanatello, San Pedro, Villavega sowie Vega de Bur.

## Lage und Klima
Ort und Gemeinde von Olmos de Ojeda liegen in der historischen Landschaft La Ojeda, einem durchaus hügeligen Teil der kastilischen Hochebene im Westen des Río Pisuerga in einer Höhe von ca. 925 m. Die Provinzhauptstadt Palencia befindet sich ca. 88 km (Fahrtstrecke) südlich; die Großstadt Burgos ist gut 90 km in südöstlicher Richtung entfernt. Das Klima im Winter ist durchaus kalt, im Sommer dagegen warm bis heiß; die eher spärlichen Regenfälle (ca. 420 mm/Jahr) fallen überwiegend im Winterhalbjahr.

## Bevölkerungsentwicklung
| Jahr      | 1857 | 1900 | 1950 | 2000 | 2021 |
| Einwohner | 847  | 872  | 1031 | 341  | 187  |

Die Mechanisierung der Landwirtschaft und die Aufgabe bäuerlicher Kleinbetriebe („Höfesterben“) haben seit den 1950er Jahren zur Arbeitslosigkeit und einem deutlichen Absinken der Bevölkerungszahlen geführt.

## Wirtschaft
Die Landwirtschaft und hier vor allem die Weide- und Milchwirtschaft spielen seit jeher die wichtigste Rolle für die – früher weitgehend als Selbstversorger lebende – Bevölkerung der Region, doch bereits im Mittelalter entwickelten sich allmählich auch Handwerk, Handel und das Dienstleistungsgewerbe.

## Geschichte
In vorrömischer Zeit gehörten die Region zum Siedlungsgebiet des keltischen Volksstamms der Vaccäer; später kamen Römer und Westgoten. Im 8. Jahrhundert wurde das Gebiet von den Mauren überrannt, doch bereits im 9. Jahrhundert eroberten asturisch-leonesische Heere die Gebiete nördlich des Duero zurück (reconquista). Ende des 10. Jahrhunderts machte der maurische Heerführer Almansor die christlichen Erfolge vorübergehend wieder zunichte, aber im 11. Jahrhundert dehnte das Königreich León sein Herrschaftsgebiet erneut bis zur Duero-Grenze aus. Nach vorangegangenen Versuchen vereinigte sich León im Jahr 1230 endgültig mit dem Königreich Kastilien.

## Sehenswürdigkeiten

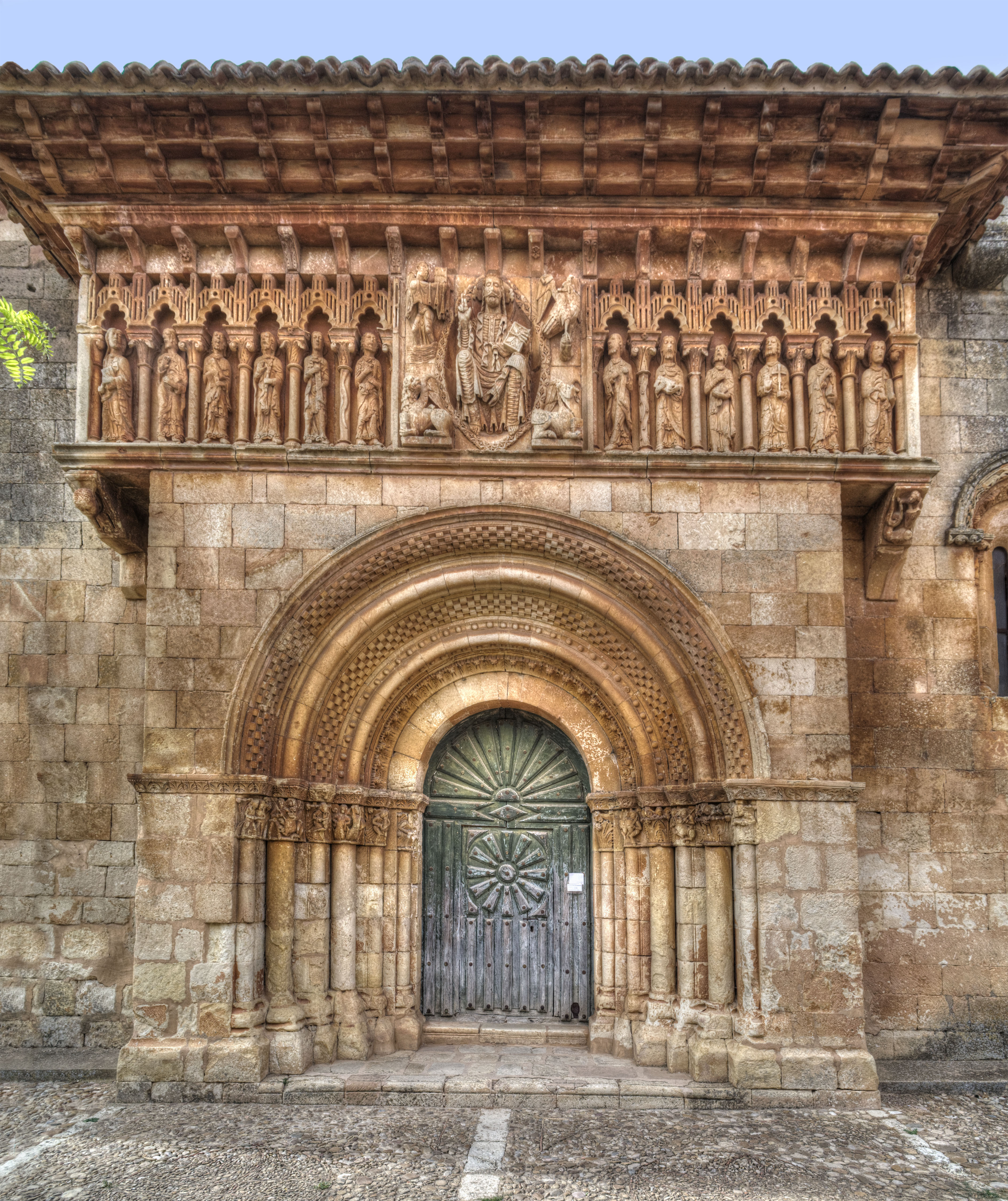
Portal der Iglesia de San Juan im Weiler Moarves

- Die romanische Kirche Santa Eufemia de Cozuelos gehörte ehemals zu einem Kloster. Sie verfügt über drei Apsiden sowie über ein reich gestaltetes Südportal.[5][6]

Umgebung
- Die Kirchen der ehemals selbständigen Gemeindeteile, allen voran die Portalfassade der Iglesia de San Juan Bautista im Weiler Moarves de Ojeda[7] gehören zu den nahezu unbekannten Schätzen spanischer Romanik. Auch die Kirchen der anderen Dörfer bieten Romanisches[8].